# Parahepomidion macrophthalmum
Parahepomidion macrophthalmum là một loài bọ cánh cứng trong họ Cerambycidae.